# Bitva u Zbraslavi
Bitva u Zbraslavi či bitva u Modřan byla dílčím válečným střetem mezi oddíly pražského husitského svazu a jízdní výpravy katolických šlechticů věrných císaři Zikmundovi během husitských válek. Odehrála se pravděpodobně 23. dubna 1429 v okolí brodu přes řeku Vltavu u Zbraslavi nedaleko Prahy a skončila porážkou pražského vojska.

## Průběh střetu
Ve druhé polovině dubna 1429 vyjela z hradu Týřova výprava za účasti pánů Habarta z Aldaru a na Týřově, Jana Šmikouského ze Žďáru a Fridricha z Donína s 154 jezdci namířená proti husity ovládané Praze. Této výpravě se povedlo husitům odvést na 200 kusů dobytka, následně se pak oddíl přesunul jižně, směrem k Zbraslavi, pronásledováni skupinou Novoměstských.
Ve chvíli, kdy se Novoměstští pokoušeli u brodu proti Zbraslavi zmocnit prámu, díky kterému by překonali přes řeku, byli přepadeni ze zálohy a část jejich vojáků byla pobita, část se utopila nebo padla do zajetí. Před úplnou porážkou Novoměstské zachránily posily staroměstských pražanů. Během bitvy patrně došlo též k poškození Zbraslavského kláštera.
Za zajaté husity bylo následně Habartovi z Aldaru na výkupném vyplaceno 2600 kop grošů. Přibližně za rok poté přešel Jan Šmikouský na stranu husitů a v dalších letech pak působil jako husitský hejtman v Horních Uhrách (pozdější Slovensko).